# Hypophysenadenom
Hypophysenadenome sind gutartige Tumoren aus den parenchymatischen Zellen des Hypophysenvorderlappens (Adenohypophyse) oder des Hypophysenhinterlappens (Neurohypophyse). Sie machen 10–15 % aller intrakraniellen Neubildungen aus. Frauen sind häufiger (3:2) als Männer betroffen.

## Klinische Einteilung
Die Einteilung erfolgt zum einen anhand der Größe in Makro- und Mikroadenome. Messen sie weniger als 1 cm im Durchmesser werden sie klinisch als Mikroadenom bezeichnet. Größere Tumoren bezeichnet man als Makroadenom.
Radiologische Klassifikation:
- Grad 0: Kleiner Tumor innerhalb der Hypophyse
- Grad I: Geringgradige Ausbeulung bei intaktem knöchernem Boden der Sella turcica
- Grad II: Boden intakt, Sella turcica mehr als 10 mm vergrößert (nicht-invasiv)
- Grad III: Teilweise Zerstörung des knöchernen Bodens mit Vordringen des Tumors in den Sinus sphenoidalis (invasiv)
- Grad IV: Vollständige Zerstörung des Bodens mit diffuser Infiltration des Sinus.

Extraselläre Ausbreitungen nach oben werden je nach Vordringen in symmetrische (A–C) und asymmetrische (D+E) Erweiterungen klassifiziert.
Eine weitere Einteilung erfolgt danach, ob die Tumoren vermehrt Hormone produzieren. Wenn sie Hypophysenhormone ausschütten, können sie in diesem Stadium durch die Hormonnebenwirkungen erkannt werden. Somit unterscheidet man hormonaktive von hormoninaktiven Adenomen.
Immunhistochemische Klassifikation:
- Prolaktinom (Prolaktin produzierendes Adenom) 30 % der Fälle
- Wachstumshormonproduzierendes (Somatotropin) Adenom 10–20 %
- Mammosomatotropes Adenom (Somatotropin und Prolactin)
- Azidophiles Stammzelladenom
- Kortikotropes Adenom (ACTH) 10 %
- Gonadotropes Adenom (FSH-LH) 10 %
- Thyreotropes Adenom (TSH) 1 %
- Plurihormonales Adenom
- Null-Zell-Adenom / Onkozytom (mitochondrienreich)
- Non functioning adenoma (NFA) (produziert kein Hormon in klinisch relevanten Mengen)

## Symptome
Symptome aller Hypophysentumoren können Einschränkungen des Gesichtsfeldes – hier vor allem die bitemporale Hemianopsie – oder Kopfschmerzen sein. Kommt es zu einer Kompression des III. Hirnventrikels, kann ein Hydrocephalus entstehen. Durch das zumeist einseitige Wachstum ebenso gefährdet sind die Hirnnerven Nervus oculomotorius (Augenmuskelnerv) und die ersten zwei Äste des Nervus trigeminus, der Nervus ophthalmicus und der Nervus maxillaris. Eine Einengung der Arteria carotis interna kann auch beobachtet werden.
Nebenwirkungen der hormonaktiven Tumoren ergeben sich aus den Wirkungen der einzelnen Hormone. Bei Prolaktin beobachtet man Galactorrhoe, bei den aus dichten Granula und azidophilen Somatotropin-produzierenden Zellen eine Akromegalie (bzw. den auch als Gigantismus bezeichneten hypophysären Riesenwuchs), bei ACTH-produzierenden Adenomen mit basophilen Zellen einen Morbus Cushing (Cushingsche Krankheit, Basophilismus, basophiles Adenom, 1932 von Cushing beschrieben) mit Nebennierenhyperplasie. Hypophysenadenome kommen auch bei MEN 1 vor. Der Hypophysenhinterlappen produziert das antidiuretische Hormon (ADH). In seltenen Fällen wird Thyreotropin (TSH) im Übermaß produziert, was entsprechend eine Hyperthyreose ausbilden kann.
Hormoninaktive Adenome werden in der Regel aufgrund der später einsetzenden Symptomatik auch später entdeckt und sind somit größer bei Erstdiagnose. Durch das verdrängende Wachstum kann der Hypophysenvorderlappen minderversorgt werden, was zu Hormonmangelerscheinungen führt. Typisch sind eine Anämie und eine verstärkte sehr feine Furchung der Haut bei Männern. Der Mangel an Schilddrüsenhormonen führt zu der Symptomatik einer Hypothyreose mit vermehrter Müdigkeit, Antriebsarmut und Obstipation. Die Symptome können in das Vollbild einer Hypophyseninsuffizienz übergehen. Ganz selten können bei sehr großer Ausdehnung epileptische Anfälle auftreten.

## Diagnostik

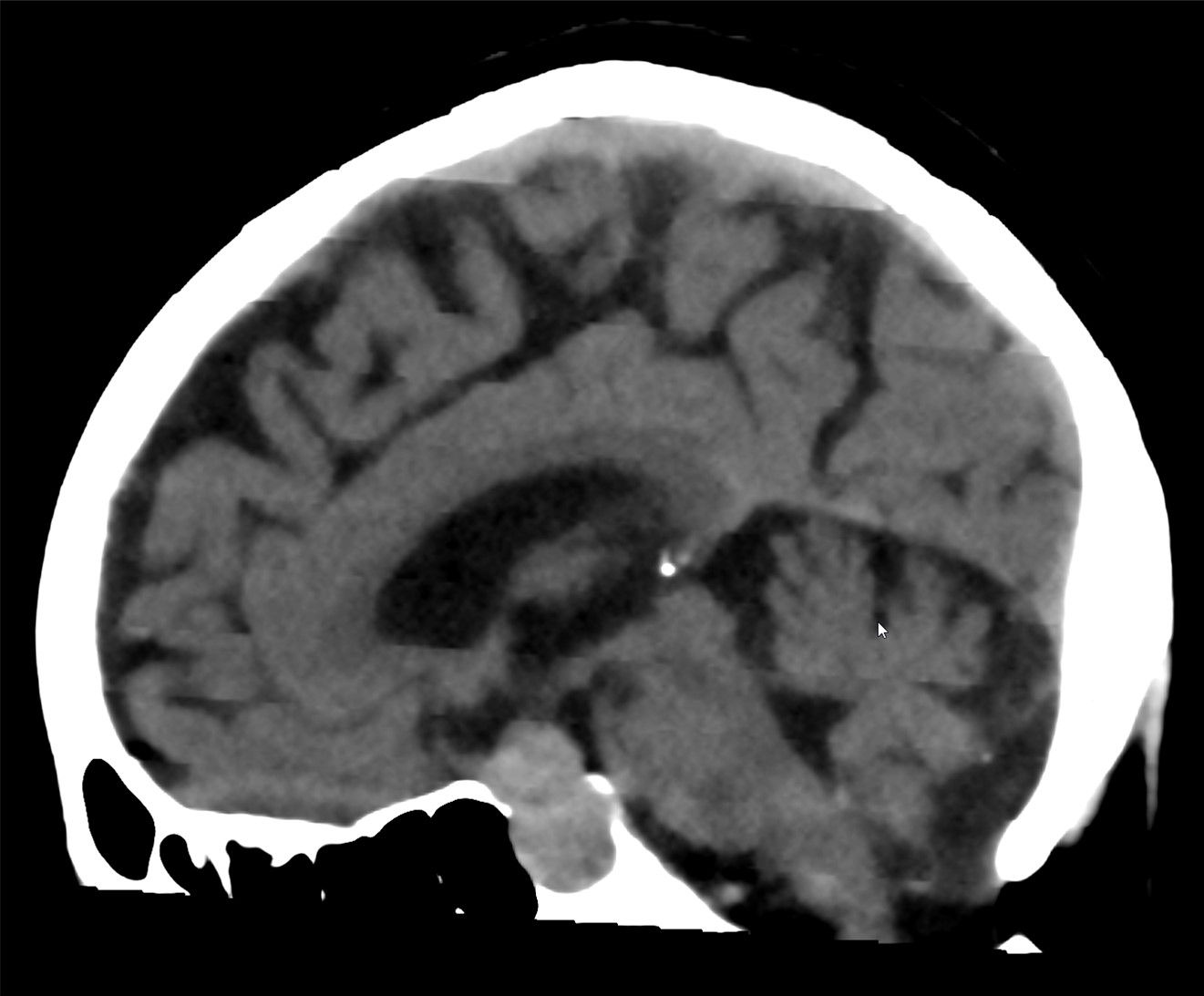
Makroadenom der Hypophyse in der Computertomographie mit typischer „Schneemann“-Konfiguration.

Nach der klinischen Verdachtsdiagnose lenken vor allem die endokrinologischen Symptome auf ein Hypophysenadenom. Die Untersuchung der Hormonbasalwerte im Blut kann ebenso wegweisend sein, vor allem des Wachstumshormons und des Prolaktins. Produziert ein Adenom mehrere Hormone, dann spricht man von einem Mischtumor.
Im konventionellen Röntgenbild lässt sich erst ab einer Größe von etwa 5 mm eine Vergrößerung der Sella turcica feststellen. Auch die Computertomographie deckt erst größere, meist ballonförmige Hypophysenadenome sicher auf. Daher ist die Methode der Wahl die kontrastverstärkte Magnetresonanztomographie, die auch schon viel kleinere Tumoren detektieren kann. Auch sollte eine Gesichtsfeldmessung durchgeführt werden, da der Tumor die Sehnerven komprimieren kann.
In Hypophysenadenomen beobachtet man in 10 % der Fälle zystische Auftreibungen (Blasen) oder nekrotische (abgestorbene) Abschnitte. Kalkablagerungen werden in der Regel mit Prolaktin-bildenden Adenomen in Verbindung gebracht. Mikroskopisch beobachtet man monomorphe, epitheliale Zellen mit einem Netzwerk aus Kapillargefäßen. Die Zellkerne sind rund bis oval und enthalten ein Chromatingerüst.
Kleinere, asymptomatische, hormoninaktive Adenome („Null-Zell-Adenome“) können in Autopsien bis zu 20 % aller Fälle ausmachen.

## Therapie
Zur Behandlung von Hypophysenadenomen stehen die operative und die medikamentöse Therapie zur Verfügung, was sich ganz nach der Art des Adenoms richtet. In ganz seltenen Fällen bei Rezidiven muss über eine Strahlentherapie nachgedacht werden.
Therapeutisch können insbesondere Prolaktin-produzierende Adenome mit dem Dopaminagonisten Bromocriptin behandelt werden. Dopamin ist ein Botenstoff, mit dem der Hypothalamus normalerweise verhindert, dass die Hirnanhangsdrüse zu viel Prolaktin herstellt. Die Tumoren fibrosieren und können gelegentlich schrumpfen, bei Absetzen der Therapie wachsen sie teilweise aber wieder, so dass dann doch operiert werden muss. Auch bei Wachstumshormon-produzierenden Adenomen wird ein Therapieversuch mit Bromocriptin unternommen. Bei Nicht-Ansprechen ist die Alternative ebenso die chirurgische.
Alternativ ist eine chirurgische Resektion des Tumors möglich. Dabei geht man transsphenoidal durch die Nase vor, nur bei größeren Tumoren führt man eine Kraniotomie durch, bei der die Schädeldecke eröffnet werden muss. Regelmäßige Magnetresonanztomographien (MRT) sind zur Verlaufskontrolle bei der Behandlung mit Dopaminagonisten und nach einer Operation der Hirnanhangsdrüse äußerst wichtig.
Wichtig ist, die Hormonspiegel nach einer Behandlung entsprechend zu kontrollieren und gegebenenfalls mangelnde Hormonproduktion zu ersetzen, vor allem nach radikaler Operation. Notwendig können Schilddrüsenhormone, Gonadotropine und Cortisol sein. Stellt sich ein zentraler Diabetes insipidus aufgrund eines ADH-Mangels ein, muss dieser mit Desmopressin behandelt werden.

## Differentialdiagnosen
Differentialdiagnostisch muss bei der Lokalisation des Tumors an eine Zyste, ein metastasierendes Karzinom, ein Lymphom, ein Meningeom, ein Paragangliom oder eine Hypophysitis gedacht werden.